# Phyllophaga vehemens
Phyllophaga vehemens är en skalbaggsart som beskrevs av Horn 1887. Phyllophaga vehemens ingår i släktet Phyllophaga och familjen Melolonthidae. Inga underarter finns listade i Catalogue of Life.